# The Fruit of Grisaia
The Fruit of Grisaia (グリザイアの果実, Gurizaia no Kajitsu) is een Japanse eroge ontwikkeld door Frontwing. Het spel werd in Japan op 25 februari 2011 uitgebracht voor Microsoft Windows. De ontwerpen van de personages zijn gemaakt door Akio Watanabe en Fumio.
Het spel is geporteerd naar de PlayStation Portable, PlayStation Vita en Nintendo Switch. Op 29 mei 2015 kwam het spel wereldwijd uit op Steam.
Van de visuele roman zijn twee opvolgers uitgebracht: Op 24 februari 2012 kwam The Labyrinth of Grisaia uit, en op 24 mei 2013 kwam The Eden of Grisaia uit.

## Gameplay
The Fruits of Grisaia is een visuele roman waarbij de speler de rol speelt van een jongen genaamd Yuji Kazami. Het grootste deel van de tijd is de speler bezig met volgen van het verhaal en het lezen van dialogen. Tijdens de dialogen zie je naast de tekst ook de persoon tegen wie je aan het praten bent. Het spel volgt een non-lineair verhaallijn met meerdere eindes die afhankelijk zijn van de keuzes die de speler maakt tijdens het spel.
De visuele roman biedt de speler vijf mogelijke verhaallijnen aan. De speler krijgt momenten waarop die een keuze moet maken dat het verhaal van het spel zal bepalen. Sommige keuzes kunnen ervoor zorgen dat de speler snel aan het einde zit, terwijl andere keuzes een uitgebreider verhaal geven. Als de speler alle verhaallijnen wil ervaren is het nodig om het spel meerdere malen opnieuw te spelen en daarbij andere keuzes te maken dan voorheen.  

## Verhaal
Het verhaal volgt een jongen genaamd Yuji Kazami die van een andere school komt en nu naar Mihama Academie gaat, een school met de eigenschappen van een gevangenis en met maar vijf vrouwelijke studenten. Iedere student van de school heeft zijn eigen "omstandigheden" waarom die op de school zit, maar Yuji vindt het niet zijn taak daar iets mee te doen, aangezien hij een normaal studentenleven wilt lijden.

## Bewerkingen
Van het spel zijn twee mangareeksen gemaakt die gepubliceerd zijn door Akita Shoten en Mag Garden. De eerste reeks, genaamd The Fruit of Grisaia: Sanctuary Fellows, werd vanaf 5 februari 2013 gepubliceerd in het Japanse maandblad Champions Red Ichigo. De tweede reeks, genaamd The Fruit of Grisaia: L'Oiseau bleu, werd vanaf mei 2014 gepubliceerd in de Japanse maandbladen Monthly Comic Blaze en Monthly Comic Garden.
Van de visuele roman en de prequels zijn twee animeseries en een animefilm gemaakt. De eerste serie werd geanimeerd door de animatiestudio 8-Bit en met NBC Universal als producer. De serie was in Japan op de televisiezender AT-X te zien en liep van 5 oktober 2014 tot 28 december 2014 en heeft 13 afleveringen. Van de eerste prequel is een film gemaakt die in Japan op de televisiezender AT-X te zien was. De film kwam uit op 21 april 2015 en heeft een speelduur van 47 minuten. 
Van de tweede opvolger is ook een animeserie gemaakt. De serie is geanimeerd door 8-Bit en geproduceerd door NBC Universal. De serie was in Japan te zien op de televisiezender  AT-X en liep van 19 april 2015 tot 21 juni 2015 en heeft 10 afleveringen. 